# Giuseppe Saragat
Giuseppe Saragat, né le 19 septembre 1898 à Turin et mort le 11 juin 1988 à Rome, est un homme d'État italien, de tendance social-démocrate.
Membre du Parti socialiste italien (PSI), résistant au régime fasciste, il est élu président de l'Assemblée constituante en 1946. L'année suivante, il quitte le PSI, alors allié au Parti communiste, pour fonder le Parti social-démocrate italien (PSDI), allié de la Démocratie chrétienne (DC) au pouvoir.
Après avoir été vice-président du Conseil, puis ministre des Affaires étrangères pendant les quinze premières années du régime républicain, il est élu président de la République italienne en 1964. Ne s'étant pas représenté à l'issue de son septennat, il devient sénateur à vie et continue de jouer un rôle de premier plan au sein du PSDI, jusqu'à son décès en 1988.

## Biographie
Fils d'une famille sarde de la moyenne bourgeoisie, il est diplômé en sciences économiques et commerciales de l'université de Turin.

### Un résistant socialiste contre le fascisme
En 1922, se déclarant socialiste par solidarité envers les plus pauvres et les prolétaires opprimés par ceux qu'il nomme les « gosses de riches », il rejoint le Parti socialiste unitaire (PSU), dissidence du Parti socialiste italien fondée le 1er octobre de cette même année par Filippo Turati et Giacomo Matteotti.
Avec l'avènement du régime fasciste de Benito Mussolini, il choisit de s'exiler et passe la frontière suisse entre le 19 et le 20 novembre 1926 avec Claudio Treves. Séjournant en Suisse, en France (notamment à Saint-Gaudens) et en Autriche, il se lie avec Pietro Nenni, du PSI, permettant la réintégration du PSU en 1930. C'est également au cours de cette période que Saragat découvre l'austromarxisme.
Il retourne en Italie en 1943, afin de se battre contre le régime de la République sociale italienne. Arrêté par les fascistes et remis aux Allemands, il est incarcéré dans la prison romaine de Regina Coeli, où il partage la cellule de Sandro Pertini, militant socialiste et futur président de la République italienne. Ils s'évadent le 2 janvier 1944, grâce à des partisans ayant falsifié un ordre de libération, et Saragat rejoint Milan, où il travaille pour le parti.

### Président de l'Assemblée constituante
Le 18 juin 1944, il est nommé ministre sans portefeuille dans le deuxième gouvernement d'Ivanoe Bonomi. Le PSI n'est pas reconduit dans le gouvernement Bonomi III, formé le 12 décembre suivant, mais il devient ambassadeur en France pour une courte période.
Au cours des élections générales du 2 juin 1946, il est élu député à l'Assemblée constituante de la République italienne, dont le groupe socialiste est le deuxième groupe par ordre d'importance. À l'ouverture de la législature, le 25 juin suivant, il est désigné président de l'Assemblée, par 401 voix sur 468, soit 85,7 % des suffrages exprimés.

### La scission du PSI, puis la naissance du PSDI
S'opposant à l'alliance entre le PSI et le Parti communiste italien (PCI), il organise en janvier 1947 la « scission du Palais Baberini » (scissione di palazzo Barberini), qui donne naissance au Parti socialiste des travailleurs italiens (PSLI), qui réunit alors 49 députés sur 115 élus du PSI.
Il démissionne, le 6 février, de la présidence de l'Assemblée, la Démocratie chrétienne (DC) d'Alcide De Gasperi ayant rompu son accord avec les forces de gauche.

### L'alliance avec la Démocratie chrétienne
Pour les élections générales du 18 avril 1948, il fonde la coalition de l'Unité socialiste (US), qui rassemble le PSLI et l'Union des socialistes d'Ivan Matteo Lombardo. L'alliance arrive en troisième position, derrière la DC et le Front démocratique populaire (FDP), coalition du PCI et du PSI.
L'US remporte 7,1 % des voix et 33 députés sur 574 à la Chambre des députés, ainsi que 4,2 % des suffrages et 10 sénateurs sur 237 au Sénat de la République. À cette occasion, il est élu à la chambre basse dans la première circonscription, celle de la province de Turin.
Alcide De Gasperi, reconduit comme président du Conseil des ministres, nomme son cinquième gouvernement le 23 mai suivant, auquel le PSLI participe. Giuseppe Saragat devient alors vice-président du Conseil et ministre de la Marine marchande.
Il n'est cependant pas reconduit dans le gouvernement De Gasperi VI, constitué le 27 janvier 1950. L'année qui suit, le PSLI fusionne avec un petit parti socialiste et prend le nom de Parti social-démocrate italien (PSDI).
Aux élections générales du 7 juin 1953, le PSDI, qui se présente seul, recule fortement avec 4,5 % des voix à la Chambre, soit 19 députés, et 4,3 % au Sénat, ce qui se traduit par seulement quatre élus à la chambre haute. Réélu député, dans la circonscription de Coni, il fait son retour au gouvernement, comme vice-président, le 10 février 1954, sous la direction du démocrate-chrétien Mario Scelba. Il se voit maintenu dans ses fonctions quand Antonio Segni prend la tête de l'exécutif, le 6 juillet 1955. Toutefois, le 19 mai 1957, le nouveau président du Conseil, Adone Zoli, choisit de former un gouvernement uniquement composé de la DC.
À la suite des élections générales du 25 mai 1958, au cours desquelles il est élu à la Chambre dans la circonscription de Rome, le PSDI, qui remporte 4,6 % des suffrages pour la chambre basse, soit 22 élus, et 4,5 % des voix à la chambre haute, lui accordant seulement 5 sièges, gouverne par alternance avec la DC, sans pour autant que Saragat ne siège au gouvernement.

### Chef de la diplomatie
Les élections générales du 28 avril 1963 voient la DC passer, pour la première fois depuis 1948, sous la barre des 40 % des suffrages exprimés. Ce scrutin marque le premier succès du PSDI seul, puisqu'il franchit la barre des 5 % des voix. À la Chambre des députés, il conquiert 6,1 % des voix, ce lui accorde 33 élus, tandis qu'au Sénat de la République, il s'arroge 6,4 % des suffrages et 14 sièges.
Le 4 décembre 1963, après six mois de gouvernement démocrate chrétien minoritaire de Giovanni Leone, Aldo Moro, également issu de la DC, est nommé président du Conseil des ministres et forme une coalition dont les sociaux-démocrates font partie. Siégeant au gouvernement avec le Parti socialiste italien, une première, Giuseppe Saragat est alors désigné ministre des Affaires étrangères dans le gouvernement Moro I.
Bien que l'exécutif chute à la suite d'un débat parlementaire sur l'école privée le 25 juin 1964, Moro forme, le 22 juillet, un deuxième exécutif, reconduisant son alliance et ses principaux ministres.

### Président de la République
Du fait de l'empêchement du président Antonio Segni, élu en 1962, une élection présidentielle anticipée est convoquée le 16 décembre 1964. Candidat lors des sept premiers tours de scrutin, qui ont lieu entre le 16 et le 19, le chef de la diplomatie ne dépasse jamais les 140 voix du collège électoral, alors que la majorité requise est de 642 aux trois premiers tours, et 482 par la suite.
Il ressurgit finalement le 26 décembre, lors du dix-huitième tour, où il remporte 311 voix, derrière son ancien camarade Pietro Nenni. Talonnant ce dernier aux deux tours suivants, il est finalement élu président de la République italienne, grâce au soutien du PCI, du PSI et du PSDI au vingt-et-unième tour, le 28 décembre, par 646 voix, ce qui correspond à 83,6 % des suffrages exprimés et 69,7 % des votants. Il prête serment dès le lendemain.
Premier socialiste, au sens idéologique, à entrer au palais du Quirinal, sa présidence est marquée par les tragiques inondations de Florence, en novembre 1966, les contestations étudiantes de 1968 et l'attentat de piazza Fontana en 1969, événement qui marque le début des années de plomb.

### Après la présidence
À l'issue de son septennat, respectant la tradition instaurée par ses prédécesseurs, il ne sollicite pas le renouvellement de son mandat et devient alors sénateur à vie. Il reprend également ses activités au sein du Parti social-démocrate italien, dont il est désigné président du Conseil national en 1976. Jusqu'à sa disparition, en 1988, il siège au sein du groupe sénatorial du PSDI.